# Prießnitz (bei Naumburg)
Prießnitz este o comună în Saxonia-Anhalt, Germania